# 이가현
이가현(1988년 5월 18일 ~ )은 대한민국의 배우이다. 2013년 미스코리아 서울 진을 수상하였다.

## 프로필
- 출생 : 1988년 5월 18일
- 신체 : 168.2cm, 48kg, 35-24-35
- 학력 : 동국대학교 연극영화과
- 취미 : 요리, 자전거타기
- 특기 : 스노우보드, 일본어

## 출연 작품

### 드라마
- 2009년 MBC 미니시리즈 《돌아온 일지매》 ... 봉희 역
- 2009년 MBC 일일연속극 《밥 줘》
- 2009년 KBS2 미니시리즈 《아가씨를 부탁해》 ... 이진주 역
- 2010년 KBS2 주말연속극 《결혼해주세요》 ... 정 작가 역
- 2011년 KBS2 단막극 《KBS 드라마 스페셜 - 화평공주 체중감량사》 ... 정난 역
- 2012년 MBC 대하드라마 《마의》 ... 명성왕후 역

### 영화
- 2009년 《7급 공무원》 ... 귀신의 집 여고생들 역
- 2014년 《산타바바라》 ... 제비다방 오프닝녀 역 (특별출연)